# 寛喜の飢饉
寛喜の飢饉（かんきのききん）とは、1230年（寛喜2年）から1231年（寛喜3年）に発生した大飢饉。鎌倉時代を通じて最大規模。

## 概要
飢饉が生じた前後の時期は、天候不順な年が続いており、国内が疲弊した状態にあった。既に1229年には、飢饉を理由に安貞から寛喜への改元が行われている。
年号が改まり、翌寛喜2年に入っても天候不順は続き、『吾妻鏡』によれば、同年6月9日（ユリウス暦1230年7月20日。グレゴリオ暦7月27日相当）に、美濃国蒔田荘（現岐阜県大垣市）および、武蔵国金子郷（現埼玉県入間市）で、降雪が記録される異常気象に見舞われた。その後も長雨と冷夏に見まわれ、7月16日（ユリウス暦8月25日。グレゴリオ暦9月1日相当）には、早くも霜降があり、ほぼ冬のような寒さに陥ったとある。更に8月6日（ユリウス暦9月14日。グレゴリオ暦9月21日相当）午後には大洪水、翌々8月8日には暴風雨の襲来とその後の強い冷え込みと災害が続き、農作物の収穫に大きな被害をもたらし、「草木葉枯れ、偏（ひとえ）に冬気の如し。稼穀みな損亡」と書かれている。一方で、同年の冬は極端な暖冬となり、他の作物の作付にも影響を与えた。このため、翌年寛喜3年の春になると、収穫のはるか前に、わずかな備蓄穀物を食べ尽くして飢餓に陥る、いわゆる春窮の状態となって各地で餓死者が続出し、「天下の人種三分の一失す」とまで語られる規模に至っている。翌年は冷夏ではなく、晩夏には飢饉も一服したとの記述もあるが、逆にこの年は酷暑年で旱魃に見舞われ、更に前年の飢饉で食べ尽くしたことによる種籾不足がもたらす作付不能が、更なる悪循環をもたらしていた。この大飢饉の状況は8月頃まで続き、餓死者の死骸がところどころに放置されていたという。『百錬抄』には飢饉と源平合戦（治承・寿永の乱）が重なった1180年の飢饉（「養和の飢饉」）以来の飢饉と記されている。なお、飢饉の状態は、延応になる（1239年頃）まで続いたものと考えられる。
藤原定家の日記『明月記』にはその状況が詳しく書かれており、寛喜3年9月には北陸道と四国で凶作になったこと、翌7月には餓死者の死臭が定家の邸宅にまで及んだこと、また自己の所領があった伊勢国でも死者が多数出ていて収入が滞った事情が記されている。
特に京都、鎌倉には流民が集中し、市中に餓死者が満ちあふれた。幕府は備蓄米を放出すると共に、鶴岡八幡宮で国土豊年の祈祷を行っている。翌1232年、貞永への改元が行われた。
民衆の中には富豪の家に仕えたり、妻子や時には自分自身までも売却・質入したりするケースも相次ぎ、社会問題化した。対策に苦慮した幕府は1239年に飢饉の時の人身売買・質入は例外的に有効として飢饉終了以後に再び禁止する方針を打ち出した（同時に飢饉の終了に伴う人身売買・質入の禁止も宣言された）。その一方で、飢饉の時に富豪の家に安く買い叩かれた人身売買であったとしても、その身柄を買い戻す際には高くなった現在の価格によるものとした。これは、富豪の中には幕府の命令に従って債務や利息の放棄を行ったり、米などを民衆に放出した者（有徳人）も多数含まれており、幕府に協力して民衆救済を行ったことで損失を引き受けた者が困窮する事態を防ぐ意図があったと考えられている。
御成敗式目の制定の背景には大飢饉にともなう社会的混乱があったといわれている。
宗教的には、親鸞や道元の活躍した時期と重なっており、とくに東国で親鸞が「絶対他力」を提唱したことについて、網野善彦は、こうした親鸞の思想の深化には、越後国から常陸国にうつった親鸞が、そこでみた大飢饉の惨憺たる光景に遭遇したことと深くかかわっていると指摘している。
先年、北条泰時ら鎌倉幕府により、諸方での石合戦が禁止されていたが、この飢饉が発生したことにより、神仏の祭礼行事としての石合戦を禁じた鎌倉幕府のせいであると京洛の民衆から不満が起こった。このため泰時は石合戦の禁令を緩めた。

## 参照
1. ↑  院政期から鎌倉期にかけての大飢饉としては、他に養和の飢饉、正嘉の飢饉が知られる。
2. ↑  吾妻鏡　寛喜2年6月11日、同16日条
3. ↑  同　6月16日条等。同日はユリウス暦7月27日、グレゴリオ暦8月3日相当であり、関東南部でもまだ長雨続きで梅雨が明けないことを不安がる記述がある。
4. ↑  同　7月16日条
5. ↑  『立川寺年代記』には、（旧暦）12月にコオロギやヒグラシがないたと記す。また『明月記』は、冬に桜が咲き麦が出穂したと記す。
6. ↑  長又高夫「寛喜飢饉時の北条泰時の撫民政策」（初出:『身延山大学仏教学部紀要』第14号（2013年）/所収:長又『御成敗式目編纂の基礎的研究』（汲古書院、2017年）） 2017年、P291-296
7. ↑  網野（1997）pp.137-140